# 景嵩
景嵩（1534年—？），字惟中，萬全都司宣府前衛左所人，官籍，明朝政治人物。

## 生平
嘉靖三十七年（1558年）戊午科順天鄉試第一百二十九名舉人，隆慶二年（1568年）中式戊辰科會試第三百六十一名，三甲第一百一十三名進士。五年（1571年）九月選授福建道試監察御史，萬曆元年（1573年）二月因彈劾兵部尚書譚綸因病失儀，被降三級調外任，貶陝西布政司照磨。累升陝西慶陽府知府，十四年（1586年）二月升四川按察司副使。

## 家族
曾祖景芳，副千戶；祖父景昂；父景舂，母姚氏；繼母陳氏。慈侍下。弟景巖、景崑。